# Dům U Tří lvů
Dům U Tří lvů je památkově chráněný dům, stojící ve stejnojmenné ulici v Českých Budějovicích. Byl postaven v secesním stylu roku 1908 jako rodinný dům Josefa Pfeffermanna.

## Historie
V Českých Budějovicích na rohu Žižkovy třídy a ulice, která dnes nese název U Tří lvů, stál ještě na začátku 20. století hospodářský dvůr. Nad hlavním vjezdem do dvora byl vystaven obraz s biblickým výjevem Daniela v jámě lvové a celému dvoru se proto říkalo dvůr U Tří lvů. Vídeňské předměstí Českých Budějovic se dále rozrůstalo a v roce 1908 byla nově vzniklá ulice vedoucí od Žižkovy třídy kolem dvora až k Mlýnské stoce pojmenována také ulice U Tří lvů. Hospodářský dvůr později zanikl a novým domem U Tří lvů se stal dům, který má dnes číslo popisné 296. Ten si jako svůj rodinný dům v roce 1908 postavil Josef Pfeffermann, původem pražský architekt a majitel stavební firmy. Josef Pfeffermann přesídlil do Českých Budějovic už v roce 1898 a podílel se zde na mnoha stavbách v soukromém i veřejném sektoru. Také zde započal svou politickou kariéru, která kulminovala jeho poslaneckým mandátem v Revolučním národním shromáždění. Čtyři roky po výstavbě svého domu U Tří lvů se Josef Pfeffermann rozhodl přestěhovat zpět do Prahy. Dům prošel v průběhu času různými vnitřními úpravami, nejlépe se dochovalo průčelí domu a hlavní schodiště. Dům byl v roce 1958 zařazen na seznam kulturních památek. Jeho název připomíná nápisová páska a plochý reliéf tří lvů nad vstupem z ulice.